# Darko Mihajlovic
Darko Mihajlovic (30 april 1986) is een Oostenrijks-Servisch basketbalcoach.

## Carrière
Mihajlovic startte zijn carrière bij Kapfenberg Bulls waar hij het seizoen 2011/12 coach was. Het seizoen erop was hij een jeugdcoach bij Science City Jena dat hij het jaar erop verliet voor BBC Bayreuth waar hij verschillende jeugdploegen trainde. In 2018 werd hij hoofdcoach van het Noorse Frøya Basketball. In 2020 werd hij coach van Bisons Loimaa waar hij tot in 2023 coach was, hij leidde de club weer naar de hoogste klasse. Hij maakte hierna de overstap naar Korihait waar hij een seizoen de hoofdcoach was. In 2024 tekende hij een contract bij de KTP-Basket.